# Сухуша (деревня)
Сухуша  — деревня в Ржевском районе Тверской области. Входит в состав сельского поселения «Чертолино».

## География
Находится в южной части Тверской области на расстоянии приблизительно 33 км по прямой на запад-северо-запад от вокзала станции Ржев-Балтийский.

## История
Деревня была отмечена еще на карте 1825 года. В 1859 году здесь (деревня Ржевского уезда Тверской губернии) было учтено 7 дворов, в 1939—18.

## Население
Численность населения: 65 человек (1859 год), 15 (русские 100 %) в 2002 году, 12 в 2010.